# الکساندریا (ایندیانا)
الکساندریا، ایندیانا (به انگلیسی: Alexandria, Indiana) یک شهر در ایالات متحده آمریکا با جمعیت ۵٬۱۴۵ نفر است که در ایندیانا واقع شده‌است.

## موقعیت جغرافیایی
موقعیت جغرافیایی شهرها و مناطق اطراف به شرح زیر است: